# Ро Дэ У
Ро Дэ У (кор. 노태우?, 盧泰愚?), в русскоязычных изданиях Северной Кореи используется написание Ро Тхэ У, в Южной Корее имя произносится как Но Тхэ У (4 декабря 1932, Тэгу — 26 октября 2021, Сеул) — южнокорейский государственный и политический деятель. 6-й президент Республики Корея, генерал. Победил на первых демократических выборах в стране в 1987 году, опередив кандидатов от оппозиции, впоследствии также ставших президентами — Ким Ён Сама и Ким Дэ Чжуна.

## Военная карьера
В время Корейской войны (1950—1953) Ро вступил в ряды армии Южной Кореи, служил в гаубичной артиллерии. Позднее поступил в Корейскую военную академию, окончив один курс (из четырёхлетней программы) которой, получил офицерское звание, а также степень бакалавра.
В дальнейшем военная карьера Ро складывалась удачно: к началу Вьетнамской войны, в которой будущий политик принял участие, он был подполковником, а за время войны дорос до генерал-майора и командира 9-й пехотной дивизии (дивизия Белой Лошади) в 1979 году. Оказывал содействие Чон Ду Хвану в приходе к власти, а также в подавлении восстания в Кванджу в 1980 году.

## Политическая карьера

### В правительстве
Уйдя в отставку с военной службы в 1981 году, Ро принял предложение президента Чон Ду Хвана возглавить министерство национальной безопасности и иностранных дел. В дальнейшем он занимал посты глав МВД, Министерства спорта, а также (с 1985 года) председателя правящей Партии демократической справедливости. Кроме того, политик стал президентом оргкомитета Сеульской олимпиады: позже правление Ро ознаменовалось проведением в Сеуле Летних Олимпийских игр 1988 года, которые он, уже в ранге президента страны, открывал 17 сентября.

### Вступление в борьбу за президентство
В июне 1987 года Чон Ду Хван объявил Ро Дэ У кандидатом в президенты от правящей Партии демократической справедливости. Это было воспринято как прямая поддержка со стороны действующего режима и стало поводом для волны публичных выступлений демократической оппозиции в Сеуле и других городах страны.
В ответ на это 29 июня Ро выступил с программной речью, в которой пообещал широкую программу реформ, в числе которых, в числе прочего, назвал принятие новой, демократической конституции страны и общенародные выборы президента. На выборах два оппозиционных кандидата, Ким Ëн Сам и Ким Дэ Джун (оба — будущие президенты страны) не смогли преодолеть разногласия и фактически раздробили протестный электорат. В результате Ро набрал на выборах 36,6 % голосов и 16 декабря 1987 года стал президентом Южной Кореи.

## Президентство
Инаугурация президента Ро Дэ У прошла 25 февраля 1988 года. Это был первый случай, когда церемония проходила за пределами Национального собрания: до этого церемония всегда проводилась там.
Наряду с проведением Олимпиады, правление Ро ознаменовалось началом Nordpolitik (Северной политики) по отношению к КНДР (а также к КНР и СССР), которая представляла собой значительный прорыв по сравнению со всеми прежними администрациями страны. Верный своим обещаниям, новый президент Южной Кореи оставался приверженцем демократических реформ и последовательно проводил в стране реформы как политического, так и социально-экономического характера. Демократизация политической системы, «рост и равноправие» в экономике и и курс на национальное объединение были объявлены тремя главными целями администрации Ро.

### Внешняя политика
Во время своего правления Ро был весьма активен на международной арене. Успешно проведя в первый же год своей каденции Олимпийские игры, в октябре того же года он выступил на Генеральной Ассамблее ООН, встретился с президентом США Джорджем Бушем-старшим и произнёс речь на совместном заседании двух палат Конгресса США. В декабре 1989 года он осуществил визит в Европу, где встретился с лидерами её пяти ведущих стран.
7 июля 1988 года политик представил новую политическую линию Nordpolitik (Северная политика), которая в дальнейшем принесла много политических очков его администрации. Годом позже Сеул установил дипломатические отношения с Венгрией и Польшей, в 1990 году — с Болгарией, Монголией, Румынией, Чехословакией и Югославией. Товарооборот между Южной Кореей и КНР стабильно рос, превысив 3 млрд долларов США. В том же 1990-м году Сеул установил дипломатические отношения с Москвой на уровне генеральных консульств. Действия Ро признаны большим дипломатическим успехом Южной Кореи и способствовали дальнейшему усилению изоляции КНДР.
4 июня 1990 Ро, во время визита в США, провёл встречу с президентом СССР Михаилом Горбачёвым. Эта встреча стала первой за 42 года и стала важным шагом в развитии дипломатических отношений между двумя странами. Годом позже Ро посетил СССР с официальным визитом.
24 августа 1992 года Ро установил дипломатические отношения с КНР, что, в числе прочего, перевело дипломатические отношения между Южной Кореей и Тайванем в разряд неофициальных.

### Отношения с КНДР
Политика Nordpolitik предполагала, в числе прочего, промежуточного развития «корейского сообщества», во многом совпадавшего с предложениями КНДР о создании конфедерации.
В декабре 1991 года Северная и Южная Корея заключили договор о ненападении и сотрудничестве, включая ряд пунктов по линии разграничения. Сейчас общепринятым мнением является то, что именно эти соглашения стали основой для дальнейшего развития приграничного сотрудничества между двумя странами.
В январе 1992 года Северная и Южная Корея также подписали совместную декларацию о денуклеаризации Корейского полуострова (со всеми поправками на желание КНДР развивать свою ядерную программу). Это совпало по времени с принятием обеих Корей в ООН. Тем временем 25 марта 1991 года на международных соревнованиях по настольному теннису в Японии впервые выступила объединённая корейская команда, причём под единым Флагом Объединения. Спустя полтора месяца, в мае 1991, совместная команда приняла участие в молодёжном Чемпионате мира по футболу в Португалии.

### Экономика и инфраструктура
Реализация программного лозунга Ро Дэ У «экономический рост и справедливость» привела к сокращению роста ВВП страны с 12,3 % в 1988 году до 6,7 % в 1989-м. Правительство попыталось исправить ситуацию принятием жёсткого курса на рост конкурентоспособности Южной Кореи на международных рынках как экспортно-ориентированной экономики, однако это осложнилось реальным курсом национальной валюты по отношению к доллару США, а также привело к новому всплеску выступлений рабочих, требовавших увеличение зарплаты.
При этом следует отметить и достижения администрации Ро. Так, удалось закрыть задолженность сельских регионов, построить два миллиона новых жилых домов и усовершенствовать земельное законодательство. Среди других достижений можно назвать реализацию ряда крупных инфраструктурных проектов, в том числе начало строительства в 1992 году международного аэропорта Инчхон (открытый в 2001 году, сейчас он является одним из крупнейших в мире) и Корейской высокоскоростной железной дороги (запущена в эксплуатацию в 2004 году).

## После отставки
В 1993 году по обвинению в коррупции Ро Дэ У был арестован, позднее ему предъявили обвинение в участии в захвате власти Чон Ду Хваном и в связи с событиями в Кванджу. В августе 1996 года он был осуждён на 22 года тюрьмы (позднее наказание смягчили до 17 лет). Был амнистирован (вместе с Чон Ду Хваном) в начале 1998 года президентом Ким Дэ Чжуном.
Скончался 26 октября 2021 года на 89-м году жизни в госпитале Сеульского национального университета.

## Награды
- Великобритания: Орден Святых Михаила и Георгия
- Малайзия: Орден Короны Королевства[17]